# Parc Nacional de Kaziranga
El Parc Nacional de Kaziranga (assamès: কাজিৰঙা ৰাষ্ট্ৰীয় উদ্যান, Kazirônga Rastriyô Uddan) és un parc nacional dels districtes Golaghat i Districte de Nowgong a l'estat d'Assam, a l'Índia. Està inscrit en la llista del Patrimoni de la Humanitat des del 1985. El parc conté dos terços dels grans rinoceronts d'un sola banya del món.
D'acord amb el cens realitzat al març de 2015, que es va dur a terme conjuntament pel Departament Forestal del Govern d'Assam i algunes reconegudes ONG de fauna, la població de rinoceronts al Parc Nacional de Kaziranga és de 2.401. Es compon de 1.651 rinoceronts adults (663 mascles, 802 són femelles, 186 asexuats); 294 subadults (90 mascles, 114 femelles, 90 asexuats); 251 menors d'edat i 205 cadells.
El Parc Nacional de Kaziranga va ser declarat Reserva de Tigres l’any 2006. El parc acull grans poblacions reproductores d’elefants, búfals aquàtics asiàtics i basaringues. Kaziranga està reconeguda com una àrea important d'aus per BirdLife International per a la conservació d'espècies avifaunes. En comparació amb altres àrees protegides a l'Índia, Kaziranga ha aconseguit un èxit notable en la conservació de la vida salvatge. Situat a la vora del punt calent de biodiversitat de l'Himàlaia oriental, el parc combina una gran diversitat d'espècies i visibilitat.
Kaziranga és una gran extensió d'aiguamolls i densos boscos tropicals humits de fulla ampla, travessat per quatre rius principals, inclòs el Brahmaputra, i el parc inclou nombroses masses d'aigua petites. Kaziranga ha estat el tema de diversos llibres, cançons i documentals. El parc va celebrar el seu centenari l'any 2005 després de la seva creació l'any 1905 com a reserva natural.
El 2017, Kaziranga va ser objecte de dures crítiques després que un documental de la BBC revelés una estratègia més dura per a la conservació, informant de la mort de 20 persones a l'any en nom de la conservació del rinoceront. Com a conseqüència d'aquest reportatge, a la BBC News se li va prohibir el rodatge a les zones protegides de l'Índia durant 5 anys. Tot i que diverses notícies van afirmar que la BBC havia demanat disculpes pel documental, la BBC va mantenir el seu informe, amb el seu director general, Tony Hall, escrivint en una carta a Survival International que la carta "de cap manera constitueix una disculpa pel nostre periodisme". Com a resposta a l'informe, els investigadors de l'Índia han proporcionat una comprensió més matisada de la qüestió, criticant la BBC per la negligència del seu periodisme, però també assenyalant els problemes de conservació a Kaziranga i qüestionant si disparar ha estat una estratègia de conservació útil.

## Etimologia

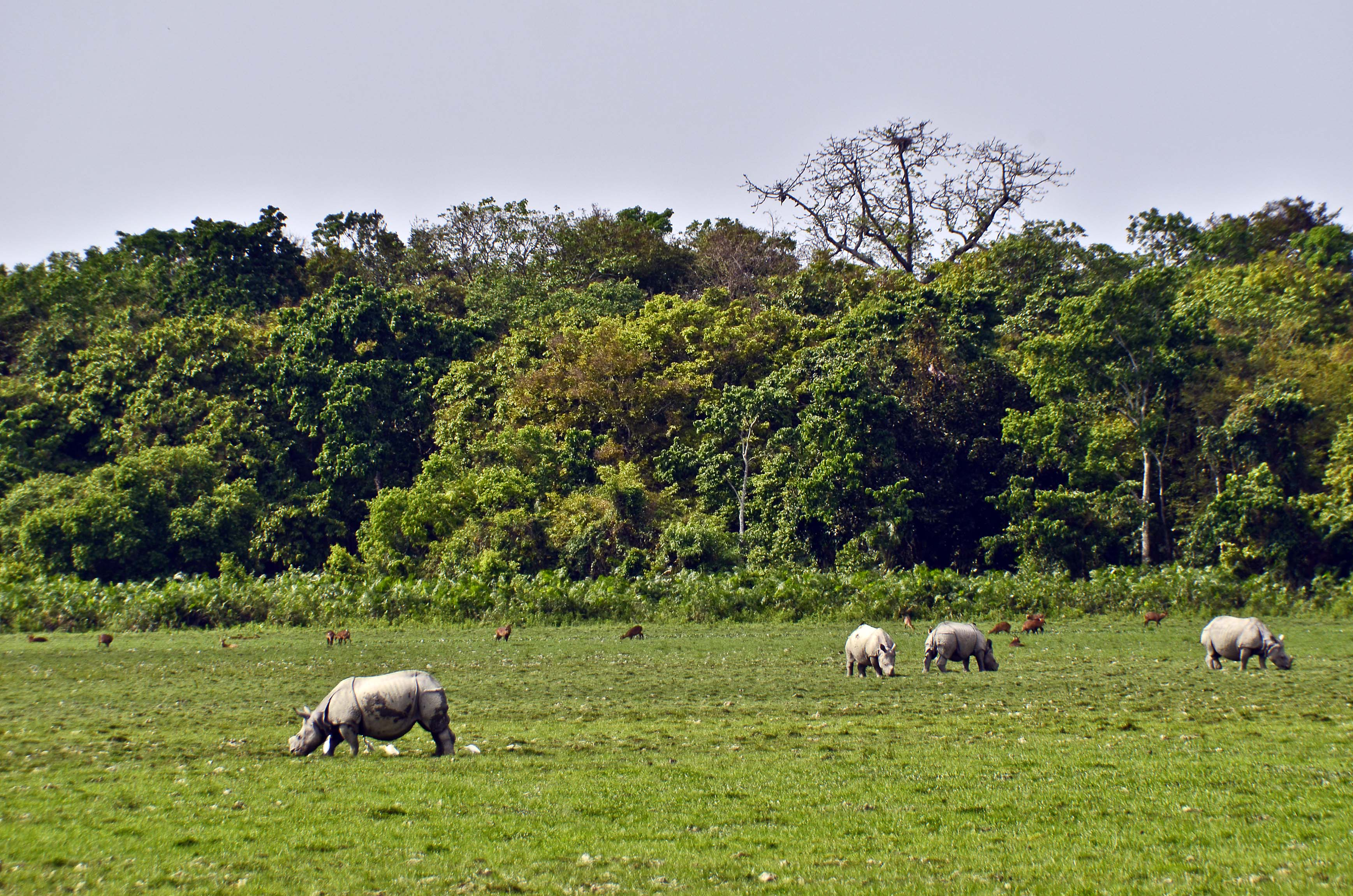
Un rinoceront indi amb banyes pasturant a la zona del pantà a prop de la serra de Bagori sota el parc nacional de Kaziranga al districte de Nagaon d'Assam, Índia. Durant anys, els rinoceronts han estat àmpliament sacrificats per la seva banya, un ingredient apreciat en les medicines tradicionals asiàtiques. La destrucció del seu hàbitat al llarg dels anys ha portat els rinoceronts a la vora de l'extinció. Aquests animals es troben entre les espècies més amenaçades del món.

Encara que l'etimologia del nom Kaziranga no és segura, hi ha una sèrie d'explicacions possibles derivades de llegendes i registres locals. Segons una llegenda, una noia anomenada Rawnga, d'un poble proper, i un jove anomenat Kazi, de Karbi Anglong, es van enamorar. Aquesta unió no era acceptable per a les seves famílies, i la parella va desaparèixer al bosc, per no tornar-los a veure maig més, i el bosc va rebre el seu nom. Segons una altra llegenda, Srimanta Sankardeva, el sant erudit Vaisnava del segle xvi, va beneir una vegada una parella sense fills, Kazi i Rangai, i els va demanar que cavessin un gran estany a la regió perquè el seu nom continués.
El testimoni de la llarga història del nom es pot trobar en alguns registres, que afirmen que una vegada, mentre el rei d'Ahom Pratap Singha passava per la regió durant el segle xvii, va quedar especialment impressionat pel gust del peix, i en preguntar-li va dir que venia de Kaziranga. Kaziranga també podria significar la "Terra de les cabres vermelles (cérvol)", ja que la paraula Kazi en l'idioma Karbi significa "cabra", i Rangai significa "vermell".
Alguns historiadors creuen, però, que el nom Kaziranga es deriva de la paraula Karbi Kajir-a-rong, que significa "el poble de Kajir" (kajiror gaon). Entre els Karbis, Kajir és un nom comú per a una nena, i es creia que una dona anomenada Kajir va governar una vegada la zona. Els fragments de monòlits associats a la regla de Karbi trobats dispersos per la zona semblen donar testimoni d'aquesta afirmació.

## Història del Parc Nacional de Kaziranga

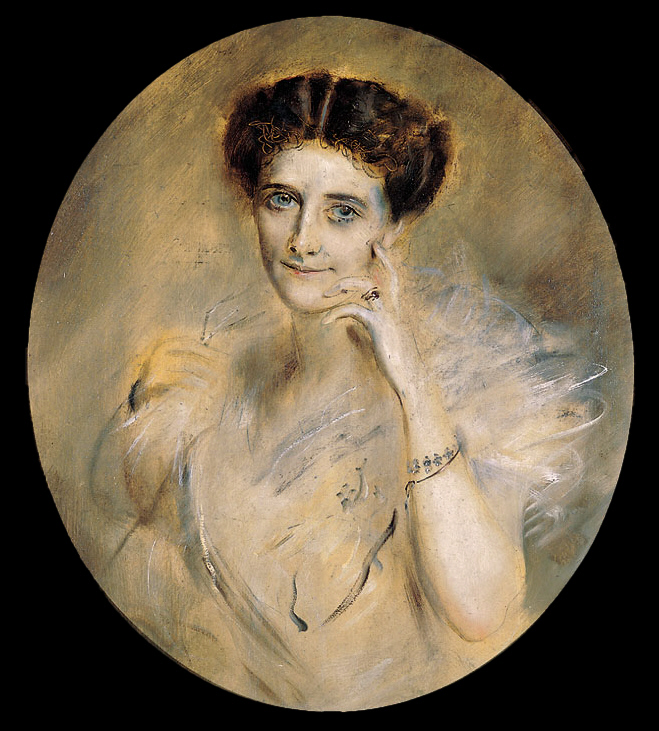
A Mary Curzon, a la baronessa Curzon de Kedleston i al seu marit se'ls atribueix l'inici del moviment per protegir aquesta zona.

La història de Kaziranga com a àrea protegida es remunta a 1904, quan Mary Curzon, baronessa Curzon de Kedleston, l'esposa del virrei de l'Índia, Lord Curzon de Kedleston, va visitar la zona. Després de no veure un rinoceront de l'Índia, pel qual la zona era coneguda, va convèncer el seu marit perquè prengués mesures urgents per protegir les espècies en disminució, cosa que va fer iniciant la planificació per a la seva protecció. L'1 de juny de 1905 es va crear el Bosc de Reserva proposat de Kaziranga amb una superfície de 232 km².
Durant els tres anys següents, l'àrea del parc es va ampliar en 152 km², a la vora del riu Brahmaputra. El 1908, Kaziranga va ser designat com a "Bosc de reserva".
El 1916, va ser redissenyat com a "Santuari de Caça de Kaziranga" i va romandre així fins al 1938, quan es va prohibir la caça i es va permetre l'entrada als visitants al parc. El 1934 Kaziranga es va canviar a Kaziranha. Algunes persones l'anomenen encara pel seu nom original.
El Kaziranga Game Sanctuary va ser rebatejat com a "Kaziranga Wildlife Sanctuary" l'any 1950 per PD Stracey, el conservacionista forestal, per tal d'eliminar el nom de connotacions de caça.
El 1954, el govern d'Assam va aprovar el projecte de llei d'Assam (rinoceront), que imposava fortes sancions per a la caça furtiva de rinoceront. Catorze anys més tard, el 1968, el govern de l'estat va aprovar la Llei del Parc Nacional d'Assam de 1968, declarant Kaziranga un parc nacional designat. El govern central va donar l'estatus oficial al parc l'11 de febrer de 1974. L'any 1985, Kaziranga va ser declarada Patrimoni de la Humanitat per la UNESCO pel seu entorn natural únic.
Kaziranga ha estat l'objectiu de diverses calamitats naturals i provocades per l'home en les últimes dècades. Inundacions provocades pel desbordament del riu Brahmaputra, que van provocar importants pèrdues de vida animal. La invasió de la gent al llarg de la perifèria també ha provocat una disminució de la coberta forestal i una pèrdua d'hàbitat. Un moviment separatista en curs a Assam liderat pel Front Unit d'Alliberament d'Assam (ULFA) ha paralitzat l'economia de la regió, però Kaziranga no ha estat afectat pel moviment; de fet, des dels anys vuitanta s'han informat casos de rebels del Front Unit d'Alliberament d'Assam protegint els animals i, en casos extrems, matant caçadors furtius.

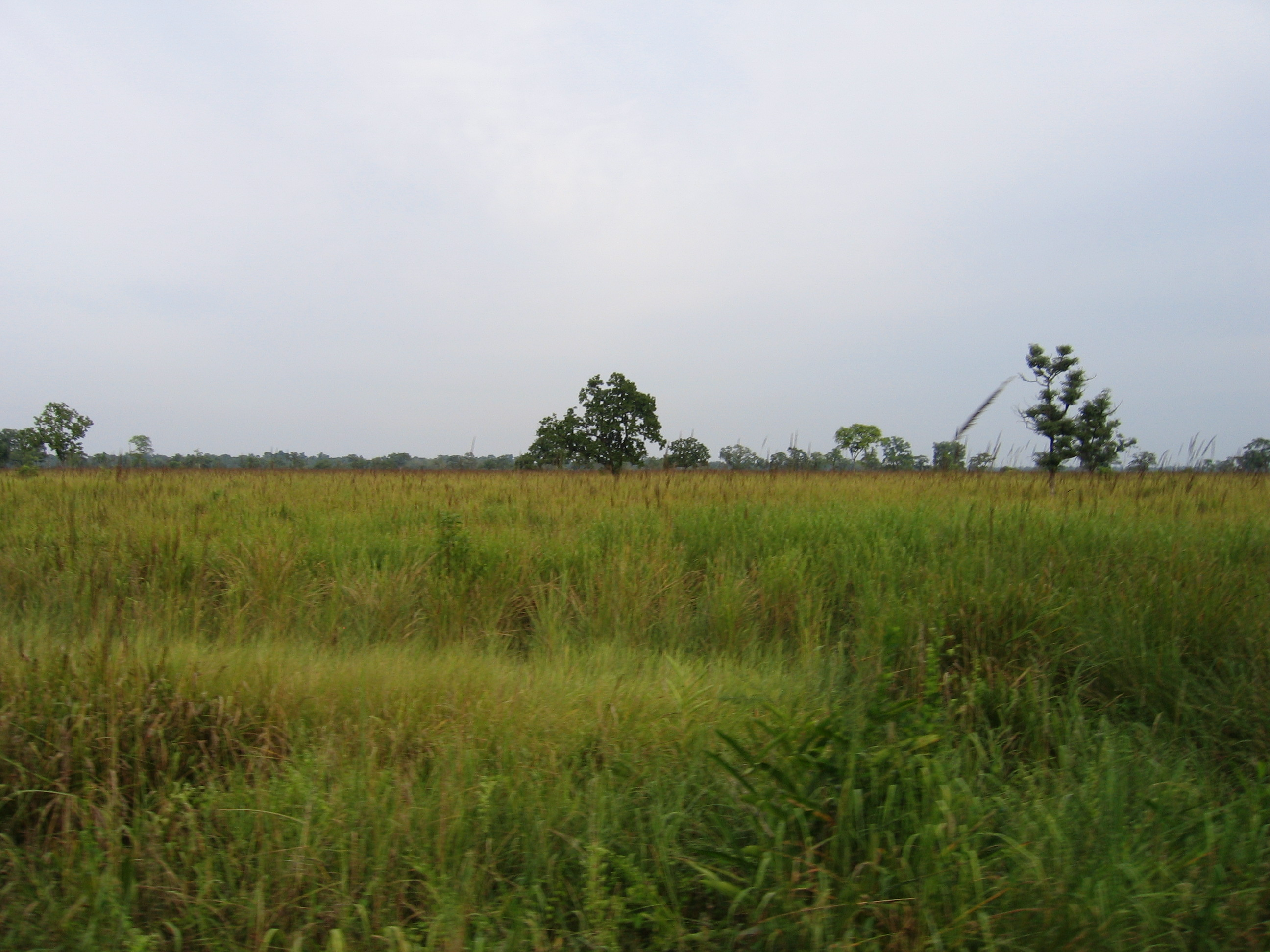
Prades del Parc Nacional de Kaziranga
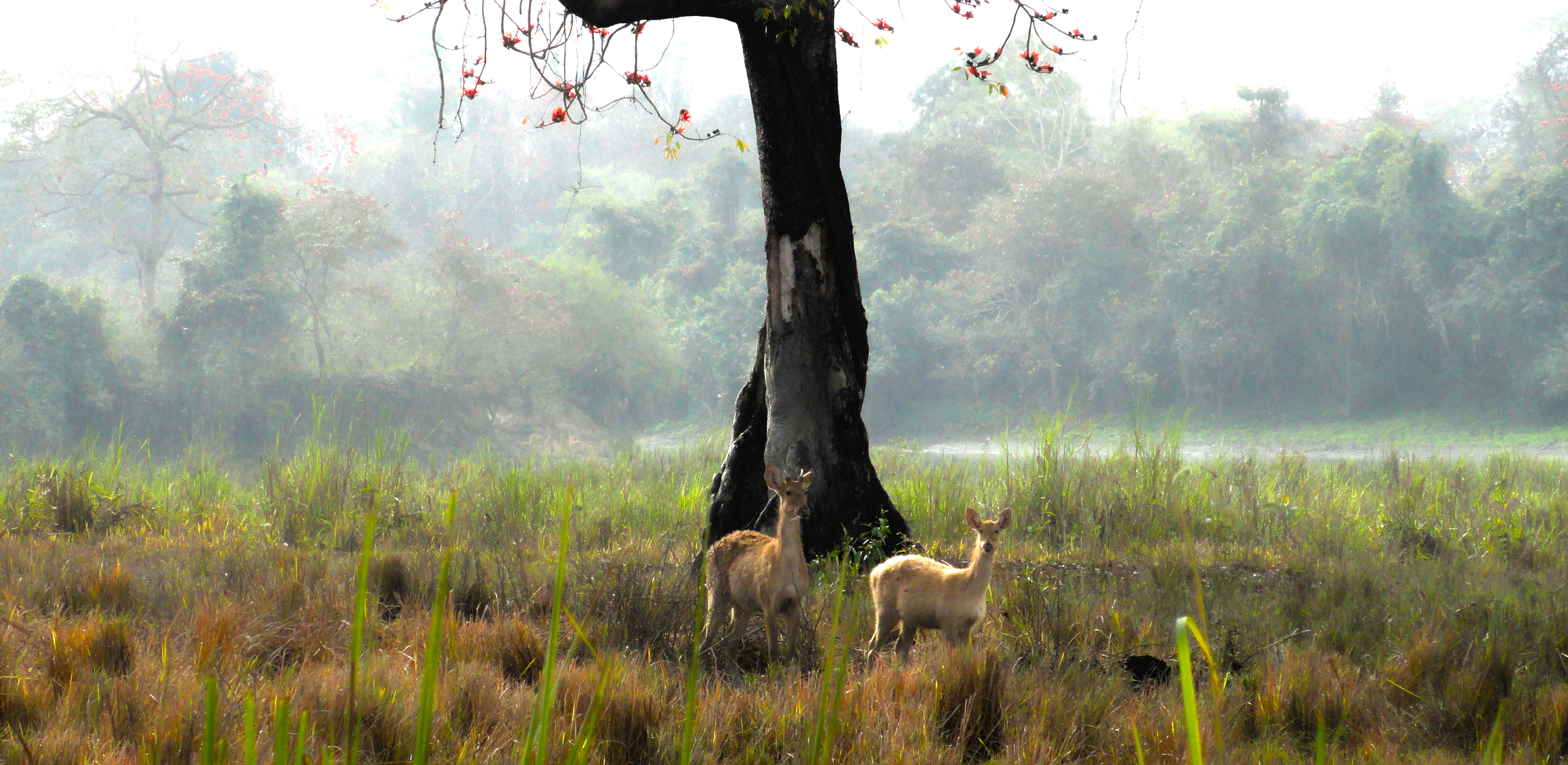
Dins del parc nacional de Kaziranga
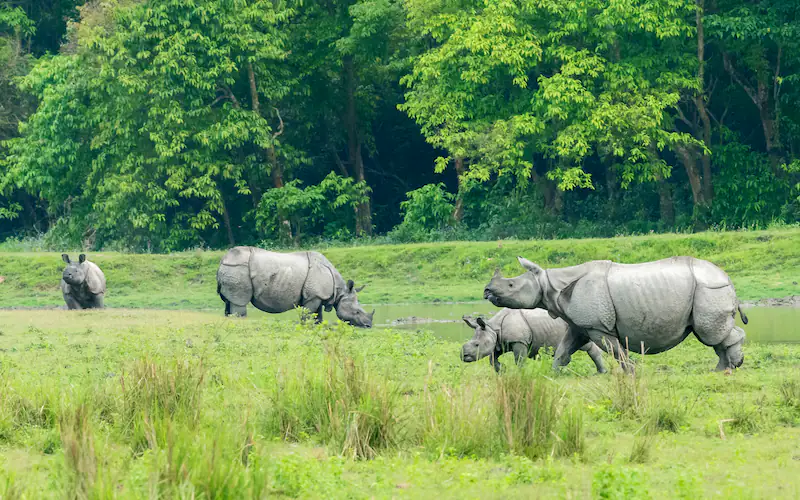
Rinoceront pasturant a les praderies de Kaziranga

## Geografia
Kaziranga es troba entre les latituds 26°30' N i 26°45' N, i longituds 93°08' E a 93°36' E dins de tres districtes de l'estat indi d'Assam: la subdivisió de Kaliabor del districte de Nagaon, subdivisió de Bokajan de Karbi Anglong i la subdivisió de Bokakhat del districte de Golaghat.
El parc té uns 40 km de longitud d'est a oest i 13 km d'amplada de nord a sud. Kaziranga cobreix una àrea de 378 km² amb aproximadament 51,14 km² perdut per l'erosió en els darrers anys. Un total de 429 km² al límit actual del parc s'ha creat i designat amb un estat de parc nacional separat per proporcionar un hàbitat per augmentar la població de vida salvatge o, com a corredor per al moviment segur d'animals cap a Karbi Anglong Hills. L'altitud oscil·la entre els 40 i els 80 m. L'àrea del parc està circumscrita pel riu Brahmaputra, que forma els límits nord i est, i el Mora Diphlu, que forma el límit sud. Altres rius notables dins del parc són el Diphlu i el Mora Dhansiri.
Kaziranga té extensions planes de sòl fèrtil i al·luvial, format per l'erosió i la deposició de llim pel riu Brahmaputra. El paisatge està format per bancs de sorra exposats, llacs fluvials formats per inundacions coneguts com a beels (que representen el 5% de la superfície), i regions elevades conegudes com a chapories, que proporcionen refugis i refugi als animals durant les inundacions. S'han construït moltes chapories artificials amb l'ajuda de l’exèrcit indi per garantir la seguretat dels animals. Kaziranga és una de les extensions de terra protegida més grans del cinturó sub-Himàlaia i, a causa de la presència d'espècies molt diverses i visibles, s'ha descrit com un "punt calent de la biodiversitat". El parc es troba al regne d'Indomalaia, i les ecorregions dominants de la regió són Boscos semiperennifolis de la vall del Brahmaputra del bioma dels boscos humits de fulla ampla tropical i subtropical, i la sabana i les praderies de Terai-Duar, sovint inundades, de les praderies tropicals i subtropicals., bioma de sabanes i arbustos. Kaziranga també està envoltat d'exuberants plantacions de te verd, la majoria d'elles contribueixen en gran manera a l'economia d'Assam.

## Clima
El parc viu tres estacions: estiu, monsó i hivern. La temporada d'hivern, entre novembre i febrer, és suau i seca, amb un màxim mitjà de 25 °C i mínim de 5 °C. Durant aquesta temporada, els beels i els nullahs (canals d'aigua) s'assequen.La temporada d'estiu entre març i maig és calorosa, amb temperatures màximes de 37 °C. Durant aquesta temporada, els animals solen trobar-se prop de cossos d'aigua. La temporada plujosa del monsó dura de juny a setembre i és responsable de la major part de les precipitacions anuals de Kaziranga de 2220 mm. Durant els mesos màxims de juliol i agost, tres quartes parts de la regió occidental del parc està submergida, a causa de l'augment del nivell de l'aigua del Brahmaputra. Es va trobar que el 70% del Parc Nacional estava inundat el 3 d'agost de 2016. Les inundacions fan que la majoria dels animals emigren cap a regions elevades i boscoses fora de la frontera sud del parc, com ara els turons de Mikir. 540 animals, inclosos 13 rinoceronts i majoritàriament cérvols porcs, van morir en inundacions sense precedents del 2012. Tanmateix, els períodes de sequera ocasionals també generen problemes, com l'escassetat d'aliments i els incendis forestals ocasionals.

## Fauna

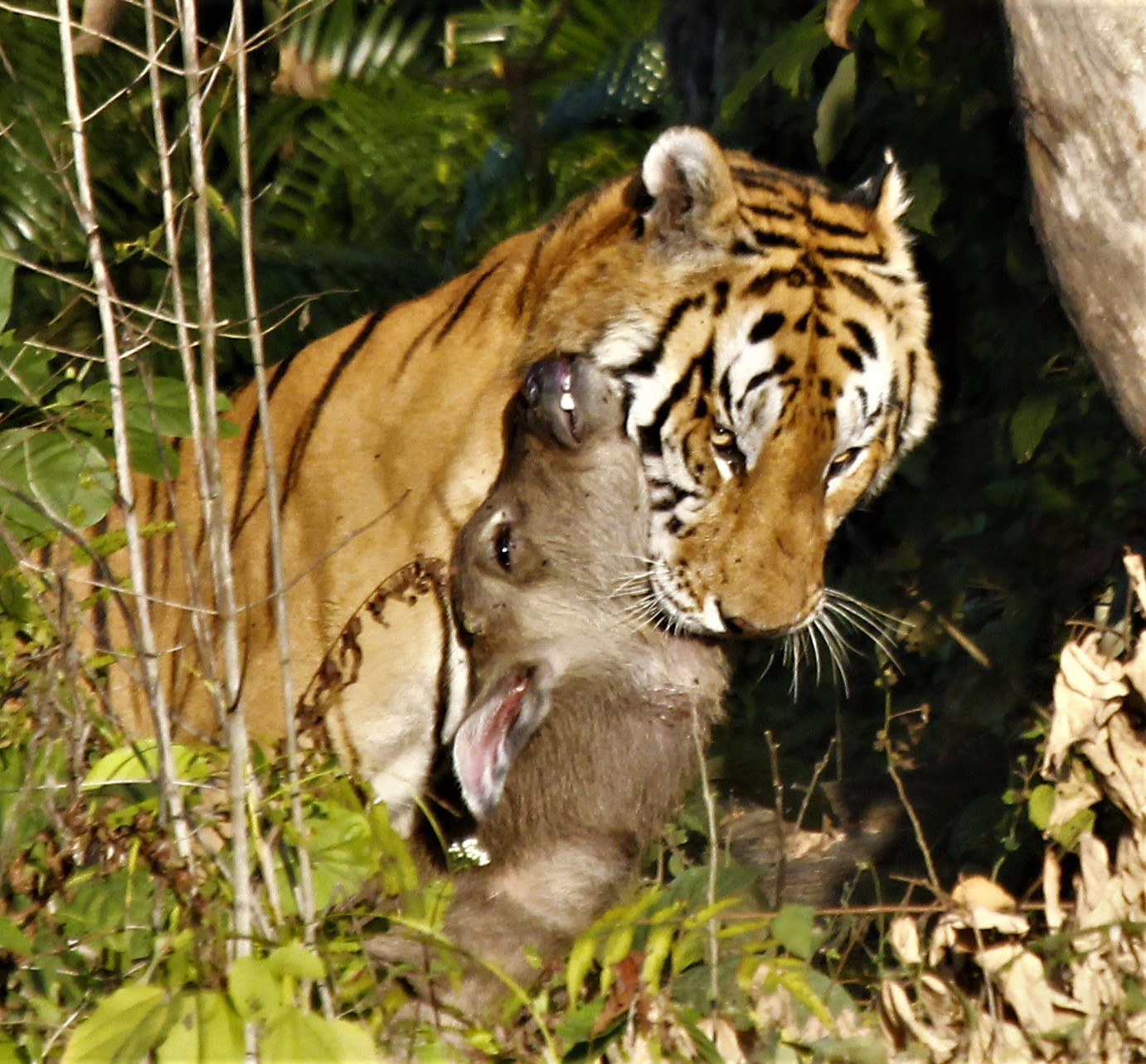
Tigre de Bengala

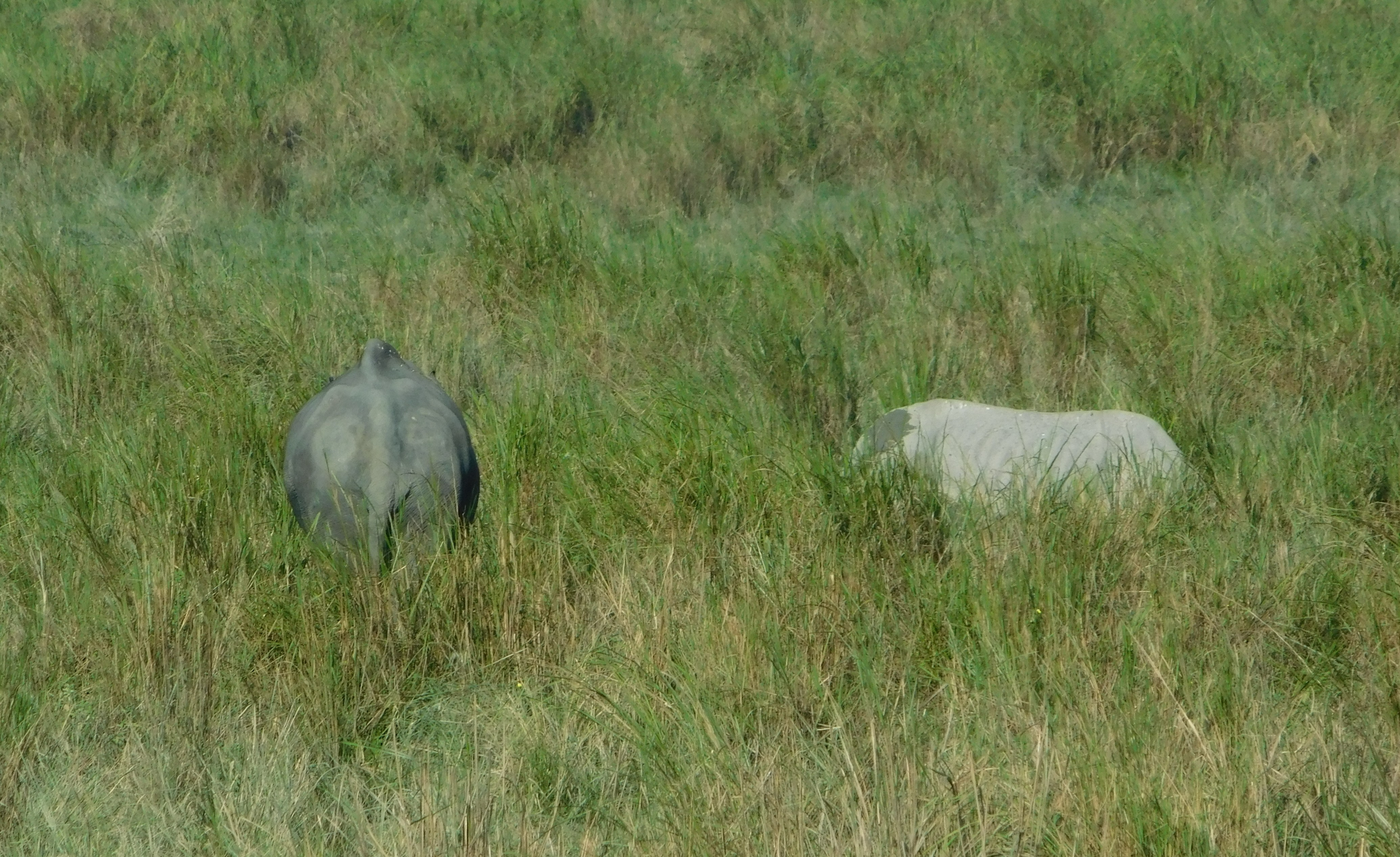
Gran rinoceront d'una banya i elefant indi en un marc al parc nacional de Kaziranga

Kaziranga conté poblacions reproductores importants de 35 espècies de mamífers, de les quals 15 estan amenaçades segons la Llista Vermella de la UICN. El parc té la distinció d'acollir la població més gran del món de rinoceront de l'Índia (2.401), búfals aquàtics asiàtics (1.666) i cérvols del pantà oriental (468). Les poblacions importants de grans herbívors inclouen elefants indis (1.940), gaur (1300) i sambar (58). Els petits herbívors inclouen l'chital, el muntjac indi, el senglar indi i el cérvol indi. Kaziranga té la població més gran de búfals aquàtics asiàtics a tot arreu, que representa al voltant del 57% de la població mundial. El rinoceront d'una sola banya, el tigre reial de Bengala, l'elefant asiàtic, el búfal aquàtic asiàtic i el cérvol del pantà es coneixen col·lectivament com els "Cinc grans" de Kaziranga.
Kaziranga és una de les poques zones de reproducció salvatges fora d'Àfrica per a múltiples espècies de gats grans, com els tigres de Bengala i el lleopard indi. Kaziranga va ser declarada Reserva de tigres l'any 2006 i té la densitat de tigres més alta del món (1 per 5) km²), amb una població de 118 habitants, segons l'últim cens. Altres fèlids inclouen el gat de la selva, el gat pescador i el gat lleopard. Els petits mamífers inclouen la rara llebre híspida, la mangosta grisa de l'Índia, les mangostes índies petites, la civeta grossa de l'Índia, la civeta petita de l'Índia, la guineu de Bengala, el xacal daurat, l'os morrut, el pangolí xinès, el pangolí de l'Índia, l'arctonyx, el toixó de la Xina i l'esquirol volador blanc i negre xinès. Nou de les 14 espècies de primats que hi ha a l'Índia es troben al parc. Entre ells destaquen el macaco d'Assam, el langur daurat de Gee i el langur de capell, així com l'únic hominoïdeus trobat a l'Índia, el gibó huloc. Els rius de Kaziranga també són la llar del dofí del Ganges, en perill d'extinció.

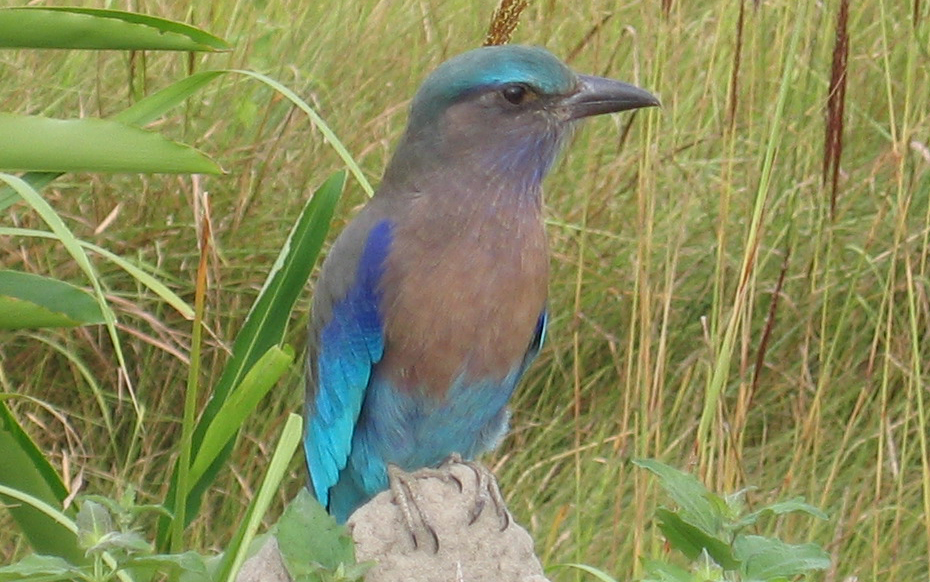
Un gaig blau de l'Índia a Kaziranga

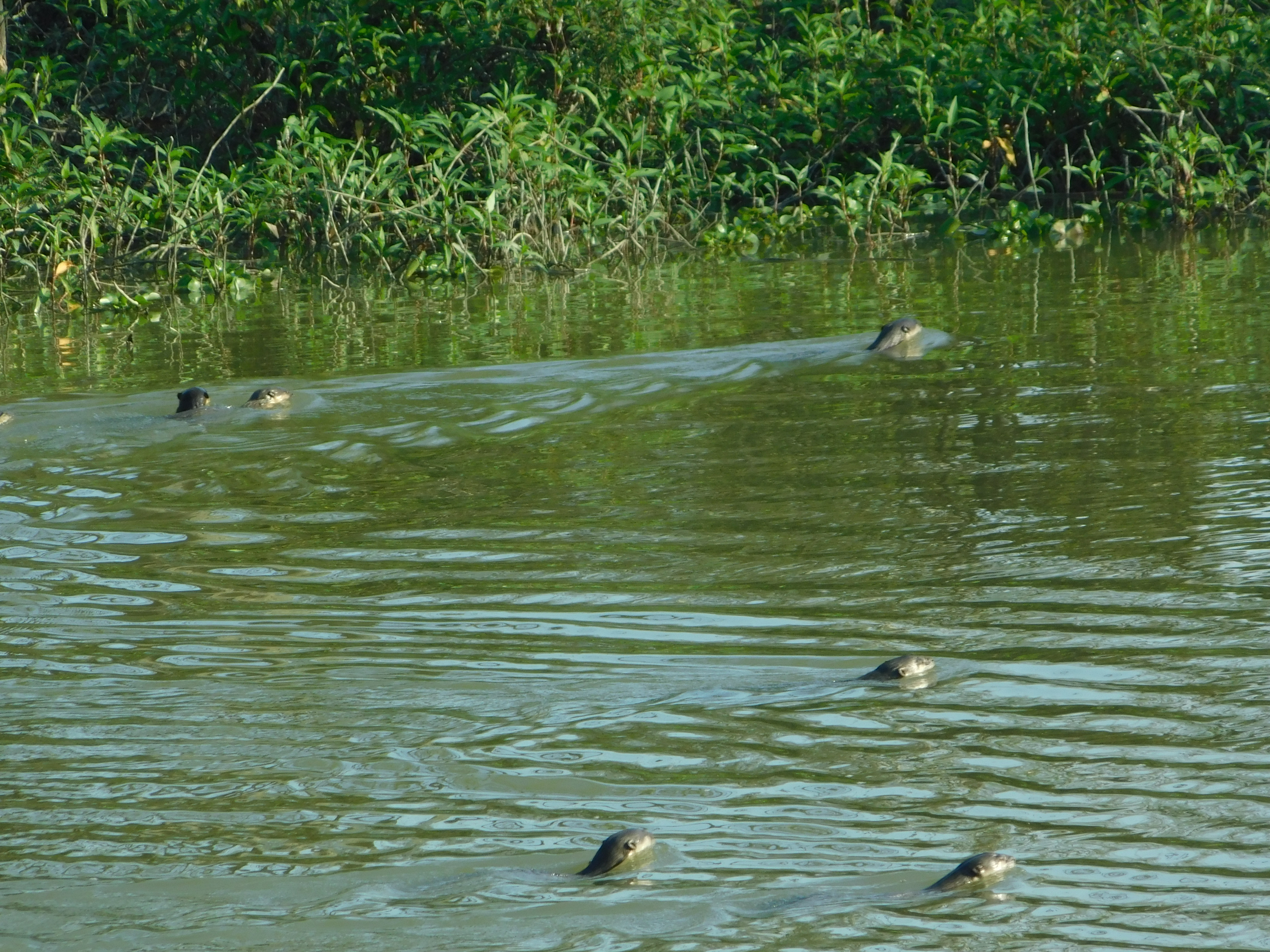
La llúdriga es pot veure àmpliament al parc nacional de Kaziranga

Kaziranga ha estat identificat per BirdLife International com una area importants per a la conservació de les aus. És la llar d'una gran varietat d'aus migratòries, ocells aquàtics, depredadors, carronyaires i caça. Ocells com l'oca riallera petita, el morell xocolater, l'ànec de Morell de Baer i el marabú collgroc, el marabú caragroc, el jabirú asiàtic i la cigonya Bec de tenalles asiàtic que emigren des de l'Àsia central al parc durant l'hivern. Els ocells riberencs inclouen el blauet de Blyth, l'agró ventreblanc, el pelicà cresp, el pelicà bectacat, el xatrac de Nordmann i el xatrac de ventre negre. Els ocells rapinyaires inclouen l'àguila Imperial oriental, l'Àguila cridanera de Pigarg cuablanc, l'àguila pigarg capgrís i el xoriguer petit.
Kaziranga va ser la llar de set espècies de voltors, però la població de voltors va arribar a prop de l'extinció, suposadament alimentant-se de carcasses d'animals que contenien el fàrmac Diclofenac. Només han sobreviscut el voltor de l'Índia, el voltor becfí i el voltor dorsiblanc asiàtic. Els ocells de caça inclouen el francolí d'aiguamoll, el sisó de Bengala i el colom de capell clar.
Altres famílies d'ocells que habiten Kaziranga inclouen el calau bicorne i el bitxac de Hodgson, els balbuceadors del Vell Món com el de Jerdon i els balbuceadors de matinera d'aiguamoll, els plocèids com el teixidor baya, el teixidor de Finn amenaçat, els túrdids com el calau fistonat i els timàlids sílvids. Altres espècies amenaçades inclouen el paradoxornis de Gould i la matinera cuallarga fosca.
Dues de les serps més grans del món, la pitó reticulat i la pitó de l'Índia, així com la serp verinosa més llarga del món, la cobra real, habiten el parc. Altres serps que es troben aquí inclouen la cobra índia, la cobra monocleda, l'escurçó de Russell i el krait comú. Les espècies de llangardaixos que es troben al parc inclouen el monitor de Bengala i Varanus salvator. Altres rèptils inclouen quinze espècies de tortugues, com l'endèmica tortuga de sostre d'Assam i una espècie de tortuga, la manouria emys. Es troben 42 espècies de peixos a la zona, inclòs el Tetraodon.

## Flora

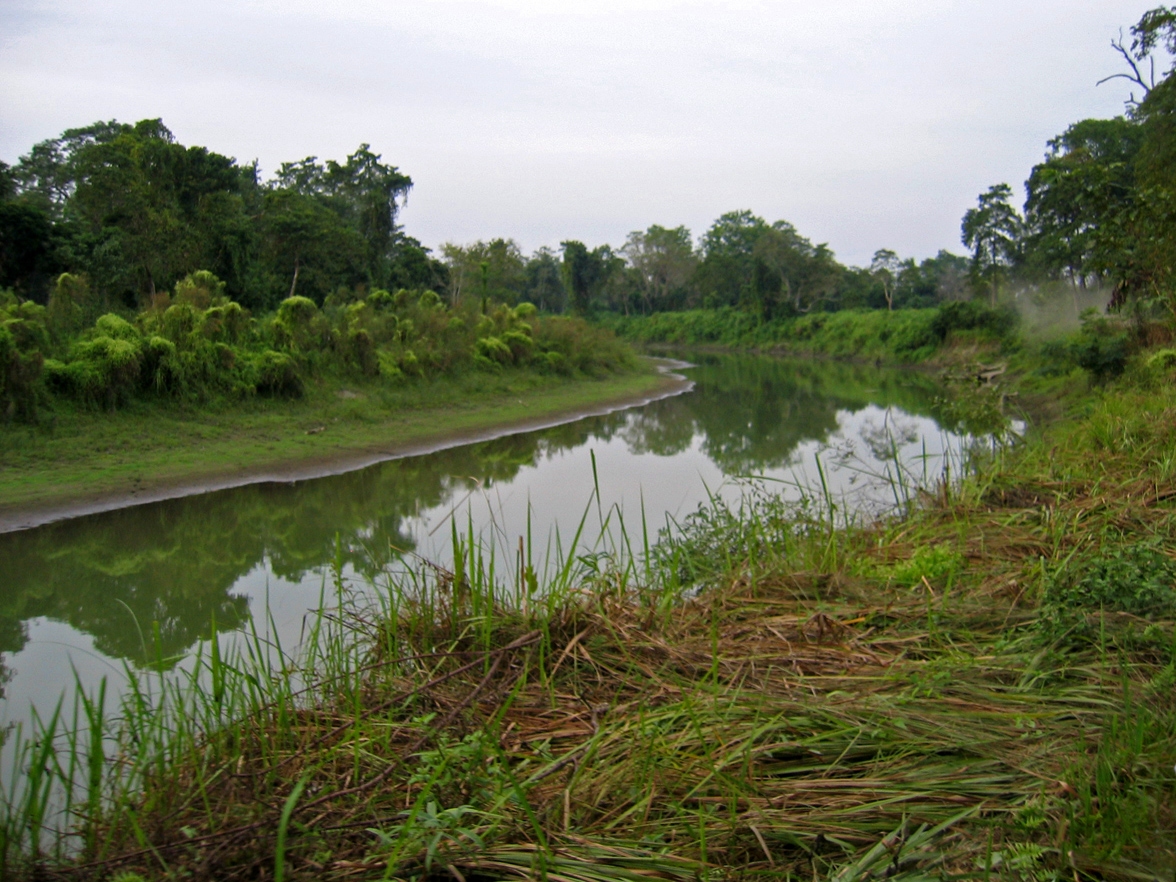
Praderies i boscos caducifolis de Kaziranga

En aquest parc hi ha quatre tipus principals de vegetació. Es tracta de praderies inundades al·luvials, boscos de sabana al·luvial, boscos caducifolis mixtos humits tropicals i boscos tropicals semi-perennes. D'acord amb les dades de Landsat de 1986, el percentatge de cobertura per vegetació és: herbes altes 41%, herbes curtes 11%, selva oberta 29%, pantans 4%, rius i masses d'aigua 8% i sorra 6%.

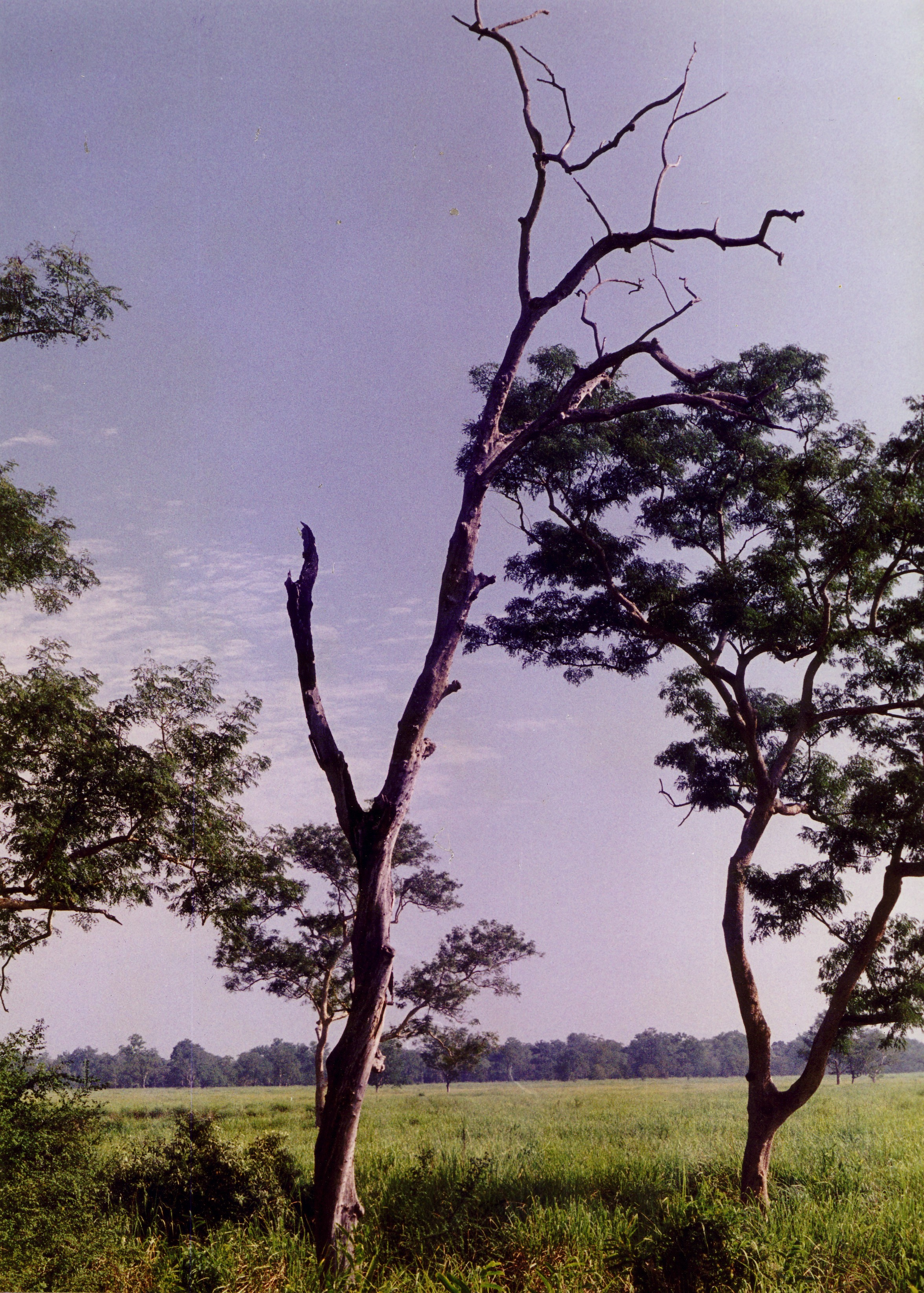
Vista d'un arbre sense fulles vist des d'una torre de vigilància al parc nacional de Kaziranga amb el teló de fons de les praderies i el bosc a la distància

Hi ha una diferència d'altitud entre les zones de l'est i l'oest del parc, amb el costat occidental a una alçada més baixa. L'extrem occidental del parc està dominat per praderies. L'herba d'elefant alta es troba a les terres més altes, mentre que les herbes curtes cobreixen els terrenys més baixos que envolten els beels o els estanys creats per les inundacions. Les inundacions anuals, el pasturatge d'herbívors i la crema controlada mantenen i fertilitzen les praderies i els canyissars. Les herbes altes comunes són la canya de sucre, l'herba de sisca, l'herba de canya comuna i la phragmites. Hi ha nombroses plantes herbàcies juntament amb les herbes. Entre les herbes, que proporcionen cobertura i ombra, hi ha arbres dispersos: espècies dominants com ara kumbhi, amla, Bombax ceiba (als boscos de sabana) i Dillenia (a les praderies inundades).
Els espessos boscos perennes, a prop dels blocs Kanchanjhuri, Panbari i Tamulipathar, contenen arbres com Aphanamixis polystachya, Talauma hodgsonii, Dillenia indica, Garcinia tinctoria, Ficus rumphii, Cinnamomum bejolghota i espècies de Syzygium. Els boscos tropicals de fulla perenne estan presents prop de Baguri, Bimali i Haldibari. Els arbres i arbusts comuns són Albizia procera, Duabanga grandiflora, Lagerstroemia speciosa, Crateva unilocularis, Sterculia urens, Grewia serrulata, Mallotus philippensis, Bridelia retusa, Aphania rubra, Leea indica i Leea umbraculifera.
Hi ha moltes flors aquàtiques diferents dels llacs i estanys, i al llarg de les ribes del riu. El jacint d'aigua invasiu és molt comú, sovint sufoca les masses d'aigua, però es neteja durant les inundacions destructives. Una altra espècie invasora, Mimosa invisa, que és tòxica per als herbívors, va ser eliminada pel personal de Kaziranga amb l'ajuda del Wildlife Trust of India el 2005.